# Havran-Talsperre
Die Havran-Talsperre (türkisch Havran Barajı) ist eine Talsperre am Havran Çayı, einem Zufluss des Ägäischen Meeres, in der Provinz Balıkesir im Nordwesten der Türkei.
Die Havran-Talsperre befindet sich 7 km östlich der Stadt Havran im Hinterland der Küste.
Sie wurde in den Jahren 1995–2009 zur Bewässerung einer Fläche von 3060 ha sowie zum Hochwasserschutz errichtet.
Das Absperrbauwerk ist ein 63,5 m hoher Steinschüttdamm mit Lehmkern.
Das Dammvolumen beträgt 1,05 Mio. m³. 
Der Stausee bedeckt bei Normalstau eine Fläche von 3,15 km². Der Speicherraum beträgt 66,5 Mio. m³.